# Stade Sportivniy Gorodok
Le stade Sportivniy Gorodok (en russe : Стадион «Спортивный городок») est un stade omnisports de 1 872 places situé à Moscou, en Russie.

## Histoire
Le stade est situé dans le district de Khamovniki, au sein du complexe olympique Loujniki. Il a été rénové en 2018 à l'occasion de la Coupe du monde de football 2018.
Il se compose d'une grande tribune principale de 1 872 places, et dispose d'une piste d'athlétisme. Les équipes de rugby à XV du RC CSKA Moscou et de football du FK Torpedo Moscou et du FK Tchertanovo Moscou y jouent leurs matchs à domicile. 